# Macrófita aquática
As macrófitas aquáticas são plantas aquáticas que vivem em brejos até ambientes verdadeiramente aquáticos (incluindo os corpos de água doce, salobra e salgada). Incluem vegetais desde macroalgas (ex.: Chara) até angiospermas (ex.: Typha). São caracterizados como vegetais que durante sua evolução retornaram do ambiente terrestre para o aquático, apresentando várias características de vegetais terrestres, como a presença de cutícula (embora fina) e de estômato (não funcionais, na maioria das espécies).

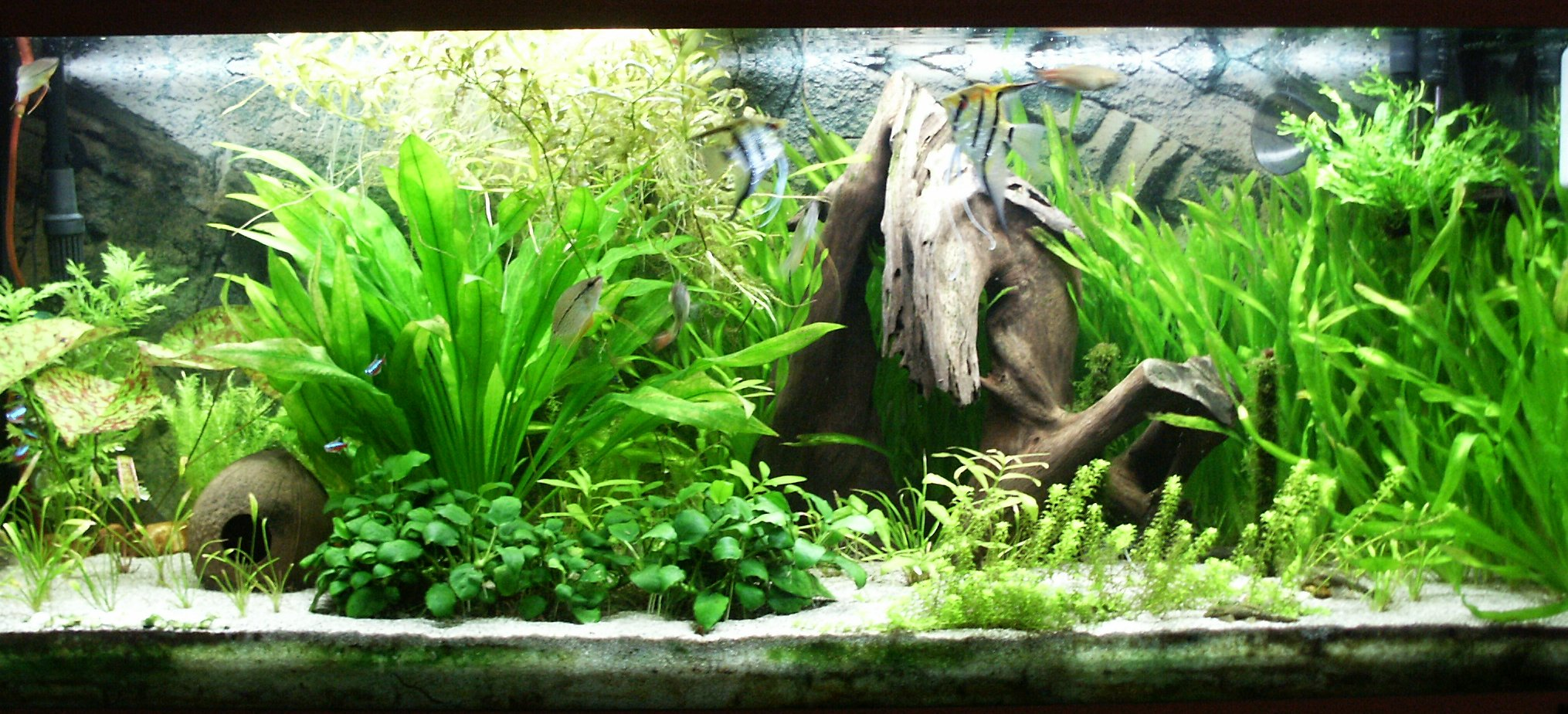
Aquário decorado com macrófitas aquáticas.

## Histórico
Os botânicos do século passado conheciam como traqueófitos aquáticos. Raunkiær (1934) denominava hidrófitas todas as macrófitas, exceto as emersas. Iversen (1936) considerava limnófitos os vegetais superiores de água doce, excluindo aqueles de água salobra e salgada. Em uma tentativa de abordar melhor o grupo desses vegetais, Schulthorpe (1985) denominou de hidrófitas vasculares, excluindo as macroalgas, as briófitas e as pteridófitas. A primeira menção do termo macrófita aquática foi proposta por Weaner & Clements  (1983), que definiram de maneira geral como sendo: plantas herbáceas que crescem na água, em solos cobertos por água ou em solos saturados com água. Atualmente o Grupo de Especialista em Plantas Aquáticas da Sociedade Brasileira de Botânica tem preconizado o uso do termo plantas aquáticas por ser menos restritivo no que diz respeito às espécies vegetais atribuídas às áreas úmidas.

## Características Gerais

### Anatômica
Devido o seu retorno do ambiente terrestre para o aquático, muitas de suas estruturas tiveram profundas modificações. Por exemplo, a estrutura de transpiração das plantas terrestres (cutícula e estômatos), perdem a função na maioria das macrófitas, sendo especialmente notória nas macrófitas submersas
Os tecidos de sustentação (colênquima e esclerênquima) sofreram uma redução nas macrófitas: flutuantes, com folhas flutuantes e submersas. Nas macrófitas submersas e com folhas flutuantes a sustentação é feita pela própria água e pelo aerênquima (tecido esponjoso) que são bem desenvolvidos nesses grupos. Observa-se a redução do xilema e do grau de lignificação como as adaptações mais importantes das macrófitas.
As células epidérmicas são alongadas e paralelas ao eixo mais longo da folha para conferir flexibilidade quando se dobram. Na epiderme inferior de folhas flutuantes e submersas encontram-se grupos de células pequenas em volta de poros, estes sistemas são chamados hidropoten e tem função de absorver grandes íons..

### Fisiológica
Devido as dificuldades da difusão e disponibilidade dos gases (oxigênio e gás carbônico) na água ser mais lenta em comparação com o ar, ocorreu: uma redução na cutícula, uma redução na espessura da folha a três camadas de células, um aumento no espaço intercelular das folhas, e os gases produzidos na fotossíntese e na respiração são armazenados no aerênquima.

### Desenvolvimento e Crescimento
Foram encontradas faixas ótimas de temperatura para espécies de macrófitas aquáticas, em função das variáveis sazonais do ambiente e de sua localização geográfica. Esses vegetais possuem uma ampla tolerância à temperatura, ocorrendo desde ambientes tropicais até temperados, sendo que temperaturas altas geralmente favorecem o desenvolvimento de diversas espécies. Além disso, a disponibilidade de luz controla a fotossíntese influenciando na composição das espécies e nas adaptações morfológicas e fisiológicas das plantas expostas a diferentes intensidades luminosas.
Os fatores ambientais que favorecem o crescimento destas plantas são a baixa turbulência, abundância de nutrientes, ausência de espécies predadoras e competidoras, condições climáticas propícias (especialmente em ambientes aquáticos tropicais). Porém, podem suportar grandes períodos de seca bem como diferentes concentrações salinas.
As folhas novas quando ainda submersas realizam respiração anaeróbica, porém quando emergem as lacunas aumentam de tamanho para facilitar as trocas gasosas. Os sitemas radicular e de rizomas destas plantas estão presentes nos sedimentos permanentemente anaeróbios, sendo o oxigênio necessário ao desenvolvimento obtido através dos órgãos aéreos.

### Distribuição
Tem distribuição cosmopolita devida a homogeneidade térmica da água, que propicia um ambiente mais estável, contudo, sua distribuição pode estar dependente das altas concentrações iônicas e variações de pH. As macrófitas aquáticas apresentam grande capacidade de adaptação e grande amplitude ecológica, possibilitando que uma mesma espécie possa colonizar diferentes tipos de ambiente (água doce, salobra e salgada). Para além deste fato, podem suportar longo período de seca, modificando suas estruturas anatômicas, fisiológicas e fenotípicas.

## Classificação quanto aobiótipo

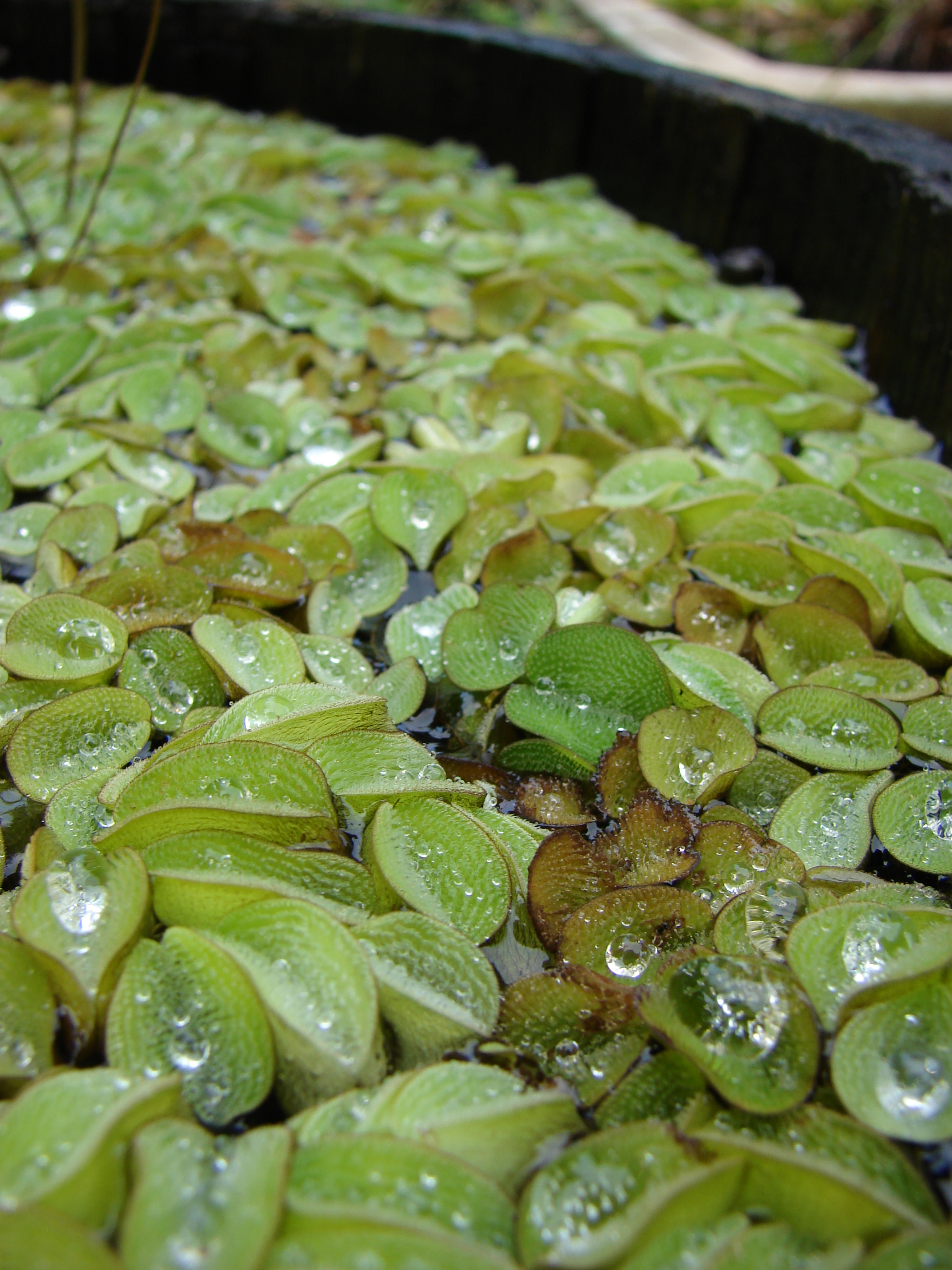
Salvinia molesta

### Flutuantes
São plantas herbáceas que flutuam na superfície da água ou a meia água, não estando enraizadas no sedimento. Geralmente seu desenvolvimento máximo ocorre em locais protegidos do vento. Em formas mais elaboradas, o aspecto morfológico destas plantas é representado pela roseta de folhas, caule condensado e raízes pedunculadas (Ex.: Pistia); em uma forma mais reduzida há perda da separação entre caule e folha com eliminação das raízes (Ex.: Lemna). Podem possuir raízes adventícias (bem desenvolvidas nas plantas em roseta) e raízes laterais com pêlos epidérmicos. Não possuem tecidos lignificados, seus tecidos vasculares são pouco diferenciados, e grande parte do espaço ocupado é aerênquima. A rigidez e a flutuação das folhas são conseguidas a custa da turgidez das células vivas e das lacunas extensamente desenvolvidas do parênquima do mesófilo. A absorção de nutrientes se dá totalmente a partir da água.  Geralmente estão restritas aos habitats abrigados e dos cursos de água de corrente fraca.
Exemplos deste grupo:
Eichhornia crassipes
Salvinia auriculata

### Emersas
São aquelas enraizadas no sedimento e com folhas fora da água. Podem apresentar heterofilia. Tem órgãos reprodutivos aéreos. Suas paredes celulares espessas (para conferir rigidez). Nas dicotiledoneas emersas, o mesofilo possui parênquima paliçádico e lacunoso. Por difusão, através de aerênquima, o oxigênio é levado para as raízes, rizomas. Estes podem tolerar baixas concentrações de oxigênio até 1 mês. Podem ser encontradas em uma profundidade de 0,5-1,5m.
Exemplos deste grupo:
Typha latifolia
Echinochloa polystachya

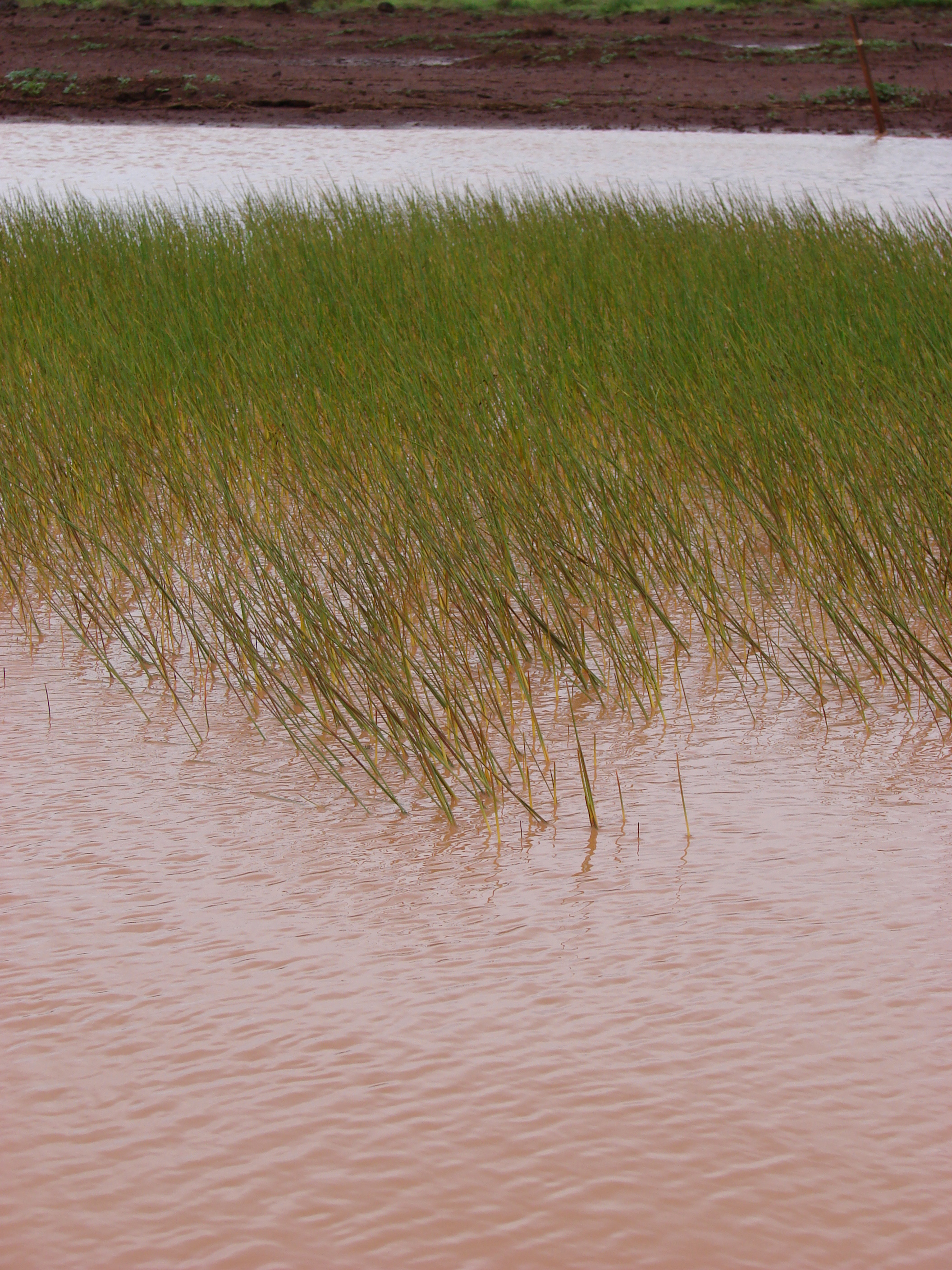
Eleocharis calva

### Submersas com Folhas Flutuantes

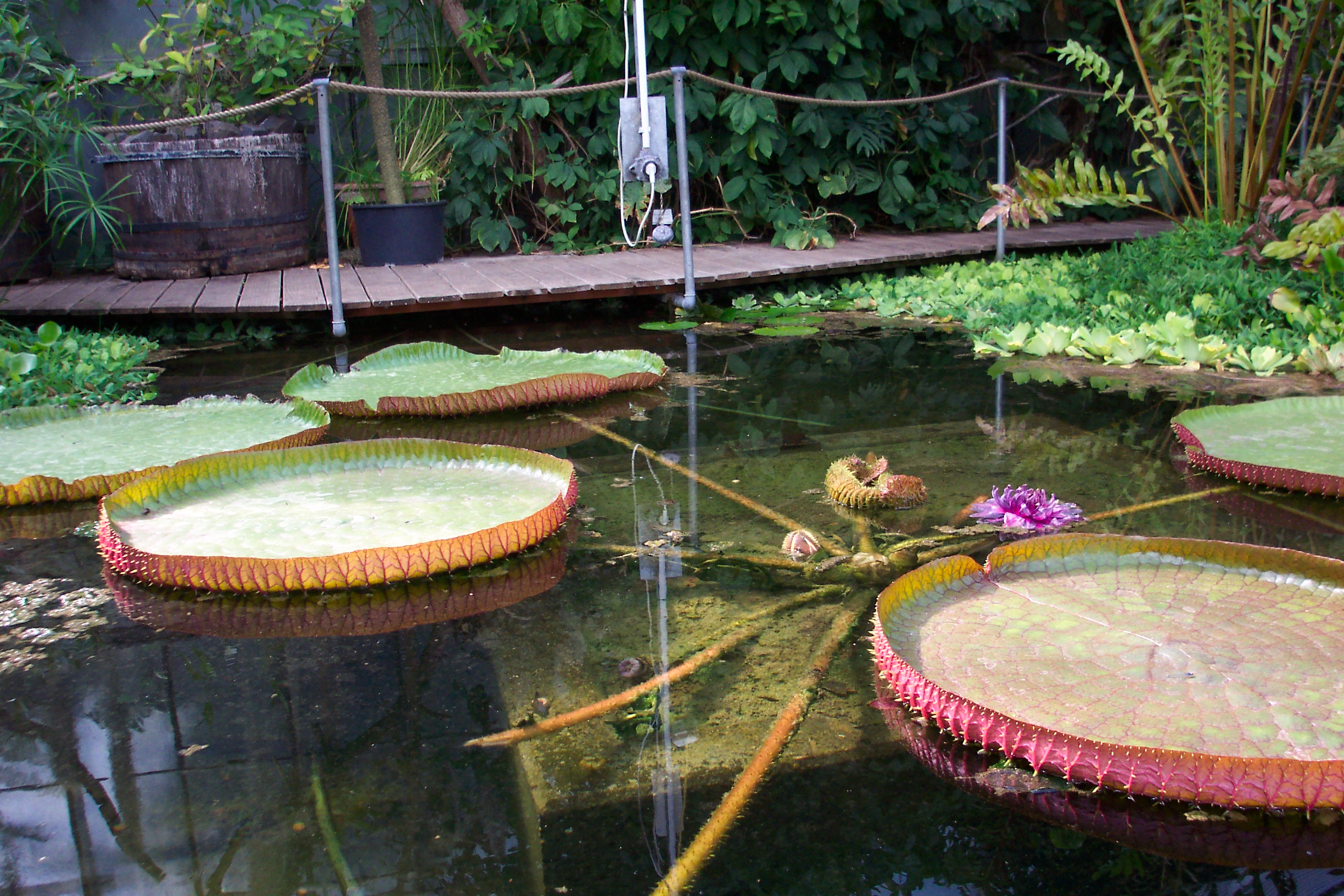
Victoria amazonica

São as macrófitas enraizadas no sedimento e com folhas flutuando na superfície da água. Seus órgãos reprodutores podem ser flutuantes ou aéreos. Suas folhas são paralelas a superfície da água, e refletem uma competição pelo espaço. Tem formato usualmente esférico ou oval, são flexíveis e apresentam parte hidrofóbica (cera na cutícula), e não há recortes nas margens. Os pecíolos podem ser longos e flexíveis - cerca de 20 cm a mais que a profundidade -  (Ex.: Nymphaea) ou pequenos ligados a ramos ascendentes longos (Ex.: Potamogeton). É a liberação de etileno no ar que caracteriza o fim do crescimento do pecíolo ou caule. Geralmente são encontradas em regiões mais protegidas da ação do vento e sofrem pressões mecânicas da superfície aquática, tais como movimento da água e vento. Massas de tecido lacunoso facilitam a impulsão e os tecidos vasculares conferem resistência a rasgões. Sua rede de nervuras é menos complexa e a superfície de absorção de íons é a epiderme, sendo os estômatos são mais freqüentes na epiderme superior. Podem ser encontradas em uma profundidade de 0,5-3m.

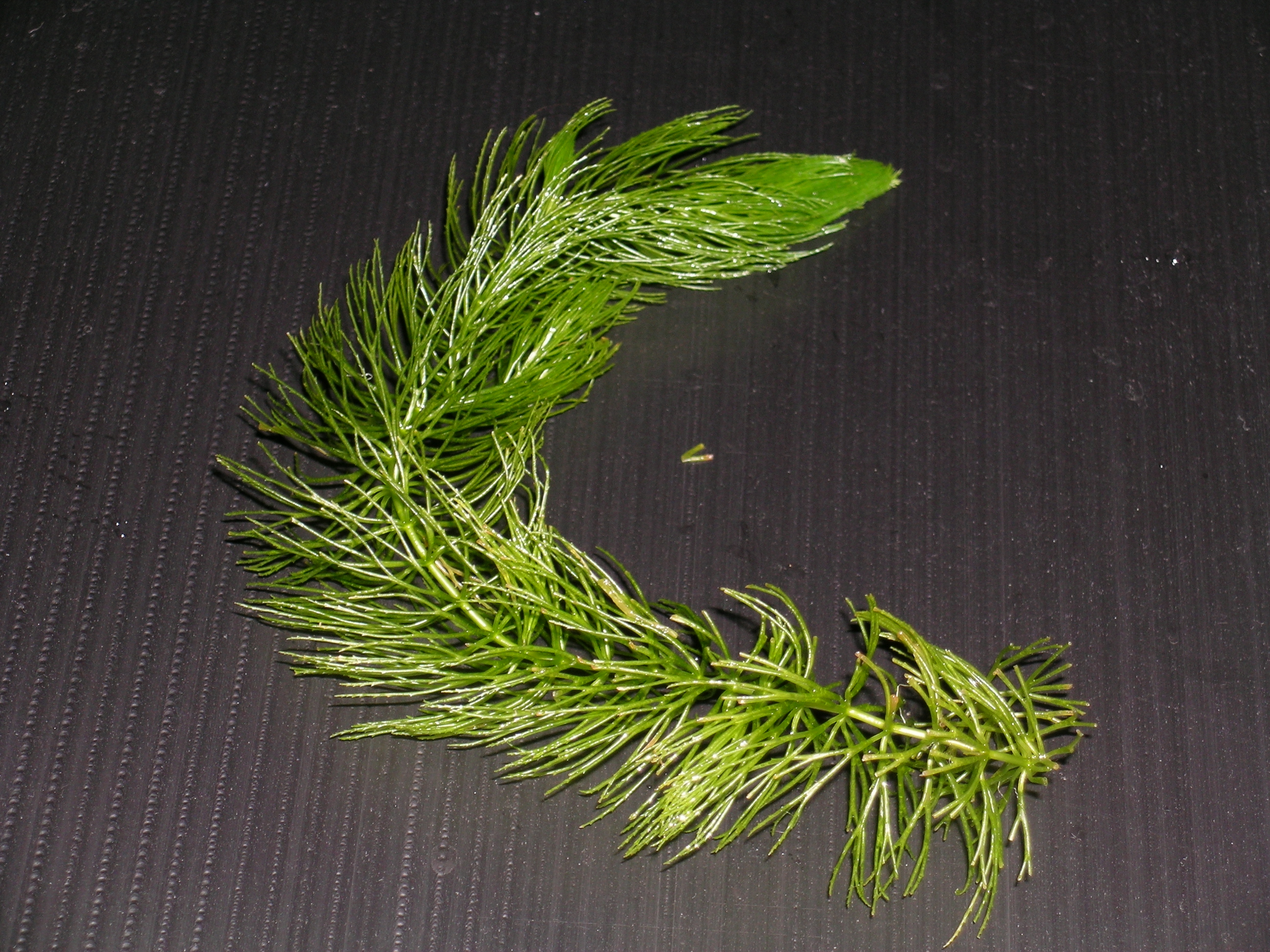
Ceratophyllum demersum

Exemplos deste grupo:
Nymphaea
Victoria amazonica Vitória régia

### Submersas Enraizadas
São plantas herbáceas, que podem ser encontradas em todas as profundidades desde que esteja dentro da zona fótica. Angiospermas são encontradas em até 10m de profundidade. É um grupo bastante heterogêneo, podendo-se encontrar: algas filamentosas (Ex.: Cladophora); Macroalgas (Ex.: Charales); Briófitas; Plantas não-vasculares (Ex.: Isoetes); Monocotiledôneas. A forma e anatomia destas plantas variam em função da idade, profundidade, velocidade da corrente, nutrientes disponíveis, intensidade luminosa, temperatura e fotoperíodo, entre outros. Caules, pecíolos e folhas apresentam pouca ou nenhuma lignina. Não há câmbio e nem crescimento secundário. Normalmente não possuem nem esclerênquima e nem colênquima. O sistema vascular extremamente reduzido sendo que floema e xilema não se distinguem. Os feixes condutores estão coalescentes com feixes vasculares axiais. O parênquima lenhoso quase não existe. Órgãos reprodutivos podem ser aéreos, flutuantes ou submersos.
Na coluna d’água, a turbidez diminui a disponibilidade de luz e por isso, para que houvesse um aumento da eficiência fotossintética as plantas desenvolveram estratégias, tais como: muitos cloroplastos na epiderme, folhas pouco espessas (poucas camadas celulares) e cutícula extremamente fina (para facilitar a troca gasosa). Para aumentar a superfície de contato, as folhas são bem divididas, alongadas (em forma de fita, de filamentos) e flexíveis.

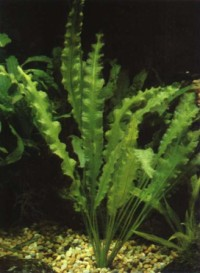
Aponogeton crispus

Exemplos deste grupo:
Myriophyllum
Egeria densa
Cabomba furcata

### Submersas Livres
Este grupo de macrófita apresenta as mesmas características que as submersas enraizadas, com a diferença que este grupo de submersas apresentam rizóides pouco desenvolvidos e que permanecem flutuando na coluna d´água, em locais de pouca turbulência. Durante o período reprodutivo emitem flores emersas (exceto o Ceratophyllum).
Exemplos deste grupo:
Utricularia foliosa
Ceratophyllum

## Importância

### Ecológica
Em muitos reservatórios essas plantas são rotuladas como plantas daninhas, pois devido as condições favoráveis, elas multiplicam-se rapidamente tomando quase, ou toda, a lâmina d´água, dificultando a navegação, a pesca, a recreação, e até mesmo entupir a tomada de água de turbinas de usinas hidrelétricas Companhia Paulista de Força e Luz - CPFL. Entretanto, essas plantas aquáticas são responsáveis por uma grande produtividade primária, contribuindo para o aumento de nichos, diversidade faunística e, portanto, maior complexidade na dinâmica do ecossistema. Influenciam o ambiente terrrestre de modo a reduzir a turbulência na região litorânea e adjacentes, favorecendo a sedimentação do material alóctone. Atuam na ciclagem de nutrientes já que utilizam os nutrientes do sedimento para seu desenvolvimento e crescimento, liberando estes por excreção e fornecendo  matéria orgânica para a cadeia detritívora através do processo de decomposição. Destacam-se ainda como local de abrigo e reprodução para diversos animais favorecendo uma maior diversidade local. Contribuem ainda para a produção de nitrogênio assimilável pois podem ser hospedeiras de associações com algas perifíticas e bactérias fixadoras de nitrogênio.
A produtividade primária está condicionada a fatores como temperatura, à luminosidade e à disponibilidade de nutrientes. As variáveis ambientais podem influenciar, em conjunto ou isoladamente, nas características fotossintéticas do vegetal, tanto sazonalmente quanto diariamente. Se as características ambientais são favoráveis, pode ocorrer um acréscimo da produtividade e um conseqüente aumento da reprodução.
Os aerênquimas das plantas flutuantes formam um micro clima muito mais rico em oxigênio, que atrai peixes e outros animais, servindo também de hospedeiras para perifíton.
A utilização de macrófitas da espécie Lemna valdiviana, no tratamento terciário de efluentes suinícolas, apresentaram uma melhora na redução da demanda química de oxigênio (DQO). As macrófitas (Eichhornia crassipes) removeram metais pesados tóxicos (cádmio, chumbo e cromo) de biofertilizante suíno .

### Econômica
Um incremento na produção primária e conseqüentemente um aumento da reprodução sexuada e vegetativa pode ocorrer quando as características ambientais são favoráveis, e algumas espécies de macrófitas podem disseminar excessivamente afetando e prejudicando a utilização dos corpos d’água. Tais condições ótimas de desenvolvimento podem ocorrer devido às ações humanas, principalmente através do lançamento de efluentes orgânicos (esgoto doméstico sem tratamento), que promovem o aumento da disponibilidade de nutrientes nos ecossistemas aquáticos. É necessário, portanto, para o controle e manejo adequado de macrófitas aquáticas, o conhecimento das condições ambientais ótimas para o seu crescimento, assim como os aspectos biológicos e auto-ecológicos das espécies.
Com a proliferação das macrófitas, há um aumento de biomassa que é diretamente proporcional ao déficit de oxigênio, que por sua vez favorece a formação de H2S que por sua vez diminui o pH afetando todo o ecossistema aquático.
As macrófitas utilizadas no tratamento de efluentes de aquicultura apresenta valor nutricional com potencial para uso na alimentação de ruminantes ou na formulação de rações.
Além da melhora que essas plantas oferecem no tratamento de efluentes, como também na sua utilização como fonte nutricional, elas são muito disputadas pelos aquaristas, pois elas proporcionam uma beleza aos aquários, como também de refúgio e alimento para determinadas espécies de peixes. Estudos recentes também sugerem a utilização de plantas aquáticas para suplumentação nutricional humana.

### Impacto das Alterações Ambientais
As mudanças nas condições ambientais, como a contaminação por petróleo, podem ter efeitos significativos nas macrófitas aquáticas. Estudos de LOPES & PIEDADE mostram que a sazonalidade e a temperatura influenciam a resposta dessas plantas ao petróleo, sendo que temperaturas mais altas são mais prejudicial para propagação vegetativa e crescimento de Echinochloa polystachya. Além disso, o pétroleo causa alterações na anatômia e na capacidade de sobrevivencia de E. polystahcya e Eichhornia crassipes.

As mudanças climáticas globais, incluindo o aumento da temperatura e as alterações nos padrões de precipitação, têm consequências diretas sobre as macrófitas aquáticas. O aumento da temperatura da água pode acelerar a taxa de metabolismo das plantas, influenciando seu crescimento e reprodução. Alterações na precipitação podem mudar a disponibilidade de habitats aquáticos, afetando a distribuição geográfica das espécies. Estudos experimentais desenvolvidos pelo Grupo de Pequisa Maua (Ecologia, monitoramento e uso sustentável de áreas úmidas) mostram que as mudanças climáticas também têm afetado a distribuição, biomassa, fisiologia e interações ecológicas das plantas aquáticas. 

## Literatura Recomendada
- ALVES DOS SANTOS, I. Polinização de macrófitas aquáticas da família Pontederiaceae. 121-129 pg. In: POMPÊO, M.L.M. Perspectiva da Limnologia no Brasil. São Luis: Gráfica e Editora União, 1999. 191 pg.

- ARBER, A. Water Plants: A study of aquatic angiosperms, Cambridge: Cambridge University Press, 1920. 436 pg.

- BENINCASA, M.M.P. Análise de crescimento de plantas. Noções básicas. Jaboticabal: FUNEP, 1986. 42 p.

- BIANCHINI Jr. I. Aspectos do processo de decomposição nos ecossistemas aquáticos continentais, pg 21-43, In: POMPÊO, M.L.M. (ed.) Perspectivas da Limnologia no Brasil. São Luís: Gráfica e Editora União, 1999.

- BUENO, N.C. Ecologia de Nitella furcata subsp. mucronata var. mucronata f. oligospira na região litorânea do lago das Ninféias, município de São Paulo, SP, Brasil. Rio Claro: Universidade Estadual Paulista, Programa de Pós-Graduação em Ciências Biológicas (Área Biologia Vegetal), 2000. 285p.

- CAMARGO, A.F.M. & ESTEVES, F.A. Influence of water level variation on biomass and chemical composition of the aquatic macrophyte Eichhornia azurea (Kunth) in an oxbow lake of the Mogi-Guaçu River (São Paulo, Brazil), Arch. Hydrobiol., 135(3): 423-432, 1996.

- CHAPMAN, S.B.; HIBBLE, J. & RAFAREL, C.R. Litter accumulation under Calluna vulgaris on a lowland heathland in britain. J. Ecol., 63: 233-258, 1975.

- DEL VISO, R.P.; TUR, N.M. & MANTOVANI, V. Estimation de la biomassa de hidrofitos em cuencas isleñas del Parana Medio. Physis, t. XXVIII, 76: 219-226, 1968.

- DICKERMAN, J.A.; STEWART, A.J. & WETZEL, R.G. Estimates of net annual aboveground production: sensitivity to sampling frequency. Ecology, 67(3): 650-659, 1986.

- DOWNING, J.A. & ANDERSON, M.R. Estimating the standing biomass of aquatic macrophytes. Can. J. Fish. Aquat. Sci., 42: 1860-1869, 1985.

- EATON, A.D.; CLESCERI, L.S. & GREENBERG, A.F. Standard Methods: for the examination of water and wastewater. Washington: American Public Healt Association, 1995.

- ESTEVES, F.A. Fundamentos de Limnologia. Rio de Janeiro: Editora Interciência/Finep, 1988. 575 pg.

- ESTEVES, F.A. Técnicas selecionadas para o estudo de ecologia de macrófitas aquáticas. São Carlos: Universidade Federal de São Carlos, Programa de Pós-Graduação em Ecologia e Recursos Naturais, sem data, 34 pg. (datilografado)

- ESTEVES, F.A. & CAMARGO, A.F.M. Caracterização de 17 reservatórios do Estado de São Paulo com base no teor de feopigmentos, carbono orgânico e nitrogênio orgânico. Cienc. Cult., 34(5): 669-674, 1982.

- FIALA, K. Growth and production of underground organs of Typha angustifolia L., Typha latifolia L. and Phragmites communis Trin. Pol. Arch. Hydrobiol., 20(1): 59-66, 1973

- FORSBERG, C. Quantitative sampling of subsquatic vegetation. Oikos, 19(2): 233-240, 1959.

- HO, Y.B. Chemical composition studies on some aquatic macrophytes in three scottish lochs. I Chlorophyll, ash, carbon, nitrogen and phosphorus. Hydrobiologia, 63(2): 161-166, 1979.

- HOEHNE, F.C. Plantas aquáticas. São Paulo: Instituto de Botânica, 1955. 168 pg.

- HOWARD-WILLIAMS, C. Growth and production of aquatic macrophytes in a south temperate saline lake. Verh. Internat. Limnol. Verein., 20: 1153-1158, 1978.

- HOWARD-WILIAMS, C. & ALLANSON, B.R. Phosphorus cycling in a dense Potamogeton pectinatus L. bed. Oecologia, 49: 56-66, 1981.

- HUSSEY, A. & LONG, S.P. Seasonal changes in weight of above- and below-ground vegetation and dead plant material in a salt marsh at Colne Point, Essex. J. Ecol., 70: 757-771, 1982.

- JUNK, W.J. & PIEDADE, M.T.F. Biomass and primary production of herbaceous plant communities in the Amazon floodplain. Hydrobiologia, 26: 155-162, 1993.

- JUPP, B.P. & SPENCE, D.H.N. Limitations of macrophytes in a eutrophic lake, Loch Leven. II. Wave action, sediments and waterflow grazing. J. Ecol., 65: 341-446, 1977.

- KAUPPI, P.; SELKÄINAHO, J. & PUTTONEN, P. A method for estimating above-ground biomass in Phragmites stands. Ann. Bot. Fennici, 20: 51-55, 1983.

- LILLIE, R.A.; BUDD, J. & RASMUSSEN, P.W. Spatial and temporal variability in biomass density of Myriophyllum spicatum L. in a northern temperate lake. Hydrobiologia, 347: 69-74, 1997.

- LUCIANO, S.C. & HENRY, R. Biomass of Eichhornia azurea Kunth and Brachiaria arrecta Stent in lower Taqueri River. Jurumirim Reservoir, São Paulo, Brazil. Verh. Internat. Limnol. Verein., 26: 1857-1861, 1998.

- MASON, C.F. & BRYANT, R.J. Production, nutrient content and decomposition of Phragmites communis Trin. and Typha angustifolia L., J. Ecol., 63(1): 71-95, 1975.

- MATTEUCCI, S.D. & COLMA, A. Metodologia para el estudio de la vegetation. Washington: Secretaria General de la Organizacion de los Estados Americanos, Programa Regional de Desarrollo Cientifico y Tecnologico, 1982, 168 pg.

- MENEZES, F.C.S. Biomassa e produção primária de três espécies de macrófitas aquáticas da represa do Lobo (Broa), SP, São Carlos: Universidade Federal de São Carlos, Programa de Pós-Graduação em Ecologia e Recursos Naturais, 1984, 243 pg. (Dissertação)

- MOSCHINI-CARLOS, V.; SOARES, J.J. & POMPÊO, M.L.M. Variação temporal da biomassa em uma comunidade vegetal aquática. Revta Brasil. Biol., 53(3): 501-509, 1993.

- NEIFF, J.J. Fluctuaciones anuales en la composition fitogenotica y biomasa de la hidrofita en lagunas isleñas del Parana Medio. Ecosur, 2(4): 153-183, 1975.

- PÉREZ, G.R. Fundamentos de limnología neotropical. Medellín: Editorial Universidad de Antioquia, 1996. 529 pg.

- PETTERSSON, R. & HANSSON, A.-C. Net primary production of perennial grass ley (Festuca pratensis) assessed with defferent methods and compared with a lucerne ley (Medicago sativa) J. Appl. Ecol., 27: 788-802, 1990.

- PIEDADE, M.T.F.; JUNK, W.J. & LONG, S.P. Nutrient dynamics of the highly productive C4 macrophyte Echinochloa polystachya on the Amazon floodplain. Funct. Ecol., 11: 60-65, 1997.

- PIEDADE, M.T.F.; JUNK, W.J. & LONG, S.P. The productivity of the C4 grass Echinochloa polystachya on the Amazon floodplain. Ecology, 72(4): 1456-1463, 1991.

- POI DE NEIFF, A. & CARIGNAN, R. Macroinvertebrates on Eichhornia crassipes roots in two lakes of the Paraná River floodplain. Hydrobiologia, 345: 185-196, 1997.

- POLISINI, J.M. & BOYD, C.E. Relationships between cell-wall fractions, nitrogen, and standing crop in aquatic macrophytes. Ecology, 53(3): 484-488, 1972.

- POMPÊO, M.L.M. & BERTUGA, M. Captura de organismos zooplanctônicos por Utricularia spp. Revta Brasil. Biol., 56(4): 697-703, 1996.

- POMPÊO, M.L.M. & HENRY, R. Biometria de lâminas foliares e entrenós caulinares da macrófita aquática Echinochloa polystachya (H.B.K.) Hitchcock na zona de desembocadura do Rio Paranapanema na represa de Jurumirim, SP. Naturalia, 21: 147-157, 1996.

- POMPÊO, M.L.M.; HENRY, R. & MOSCHINI-CARLOS, V. Chemical composition of tropical macrophyte Echinochloa polystachya (H.B.K.) Hitchcock in the Jurumirim Reservoir (São Paulo, Brazil). Hydrobiologia, 411: 1-11, 1999.

- POMPÊO, M.L.M.; HENRY, R. & MOSCHINI-CARLOS, V. Influence of the water level of the biomass of the Echinochloa polystachya (H.B.K.) Hitchcock in the Jurumirim Reservoir (São Paulo, Brazil). Revta Brasil. Biol., 61(1), 2001.

- POMPÊO, M.L.M. & MOSCHINI-CARLOS, V. Ocorrência de espécies de Utricularia em sistemas lênticos dos Estados de São Paulo e Minas Gerais, Bol. Lab. Hidrobiol., 10: 37-49, 1997.

- POMPÊO, M.L.M. & MOSCHINI-CARLOS, V. Zonação e biomassa das macrófitas aquáticas na Lagoa Dourada (Brotas, SP), com ênfase na Utricularia gibba L. Acta Limnol. Brasil., 7: 78-86, 1995.

- POMPÊO, M.L.M.; MOSCHINI-CARLOS, V. & HENRY, R. Growth of tropical macrophyte Echinochloa polystachya (H.B.K.) Hitchcock in Jurumirim Reservoir (São Paulo State, Brazil). Acta Bio. Venez. 19(4): 1-8, 1999.

- RICE, E.L. A statistical method for determining quadrat size and adequacy of sampling. Ecology, 48: 1047-1049, 1967.

- ROBERTS, M.J.; LONG, S.P.; TIESZEN, L.L. & BEADLE, C.L. Measurement of plant biomass and net primary production. In: COOMBS, J.; HALL, D.O.; LONG, S.P. & SCURLOCK, J.M.O. (eds.) Techniques in bioproductivity and photosynthesis. Pergamon Press, second edition, 1987. 298 pg.

- SALGADO-LABOURIAU, M.L. História ecológica da Terra. São Paulo: Editora Edgard Blücher LTDA, 1994. 307 pg.

- THOMAZ, S.M. & ESTEVES, F.A. Estudo da biomassa de algumas espécies de macrófitas aquáticas tropicais quanto ao seu valor nutritivo. An. Sem. Reg. Ecol., São Carlos, SP, 4: 439-467, 1984.

- TWILLEY, R.R.; BRINSON, M.M. & DAVIE, G.J. Phosphorus absorption, translocation, and secretion in Nuphar luteum. Limnol. & Oceanogr., 22(6): 1022-1032, 1977.

- VAN WIJK, R.J. Ecological studies on Potamogeton pectinatus L. IV. Nutrional ecology, field obervations. Aquat. Bot., 35: 301-318, 1989.

- VICARI, R.L. & ROVETTA, G.S. Biomassa y productividad de Potamogeton striatus R. & P. en canales de desagüe del Valle Bonaerense del Rio Colorado (Buenos Aires - Argentina). Ecosur, 10(19/20): 47-60, 1983.

- WESTLAKE, D.F. Comparisons of plant productivity. Biol. Rev., 38: 385-425, 1963.

- WESTLAKE, D.F. Macrophytes. 25-32 pg In: VOLENWEIDER, R.A. A manual on methods for measuring primary production in aquatic environments. Oxford: Blackwell Scientific Publications. 1971, 213 pg. (IBP Handbook 12)

- WESTLAKE, D.F. Some basic data for investigations of the productivity of aquatic macrophytes. In: GOLDMAN, C.R. (ed.) Primary productivity in aquatic environments. Berkley: University of California Press, Men. Inst. Ital. Idrobiol., 18 suppl., 1965, 229-248 pg.

- WESTLAKE, D.F. The biomass and productivity of Glyceria maxima I. Seasonal changes in biomass. J. Ecol., 54: 745-753, 1966.

- WETZEL, R.G. Limnología. Barcelona: Ediciones Omega, S.A., 1981. 679 pg.

- WETZEL, R.G. & LIKENS, G.E. Limnological analyses. New York: Springer-Verlag, 2nd edition, 1991, 391 pg.

- WIEGERT, R.G. The selection of on optimal quadrat size for sampling the standing crop of grasses and forbs. Ecology, 43: 125-129, 1962.